# آلفرد گرنمان
آلفرد گرنمان (انگلیسی: Alfred Görnemann؛ ۱ سپتامبر ۱۸۷۷ – ۱۱ اکتبر ۱۹۰۳) ورزشکار دوچرخه‌سواری اهل امپراتوری آلمان بود.
وی در مسابقات کشوری و بین‌المللی در مجموع برندهٔ ۱ مدال طلا، ۲ مدال برنز شده‌است.